# Francisco "Pancho" Lara
Francisco Lara, conocido como «Pancho Lara» (Santa Ana, 3 de diciembre de 1900 - San Salvador, 5 de mayo de 1989) fue uno de los cantautores Salvadoreños más importantes.

## Primeros años
Nació el 3 de diciembre de 1900, en Santa Ana.
Sus estudios primarios los realizó en la Escuela Dr. José Matías Delgado, en San Salvador, sin embargo, tuvo que abandonarlos por problemas económicos. Debido a esta situación, aprendió el oficio de sastrería al cual se dedicó por años. 

## Sus años en la docencia
Francisco se instruyó como maestro en el Liceo Moderno. Fue en este donde recibió el apodo de "Pancho", para diferenciarse de su maestro, el profesor Francisco Luarca. 
Trabajó más de 25 años como Supervisor de Educación Musical en todo el territorio Salvadoreño, impartió charlas en diversas escuelas primarias del Ministerio de Educación en donde siempre compartió con los alumnos su música.

## En la radio
Don Pancho Lara destacó en múltiples actividades, entre ellas la locución radial; junto con Claudia Lars, conducían un programa infantil, en la radiodifusora YSY. 
Cultivó las letras, siendo colaborador literario de varias revistas y periódicos nacionales y, esporádicamente de algunas publicaciones extranjeras.

## Vida personal
Tras su fallecimiento, el 23 de junio de 1989 fue declarado como Hijo Meritísimo de El Salvador por la Asamblea Legislativa.

## Carrera musical
Pancho Lara fue autor de más de 205 canciones costumbristas. Entre ellas, "El Carbonero", "Las Cortadoras", "El Pregón de los Nísperos" y "los Izalqueños". 

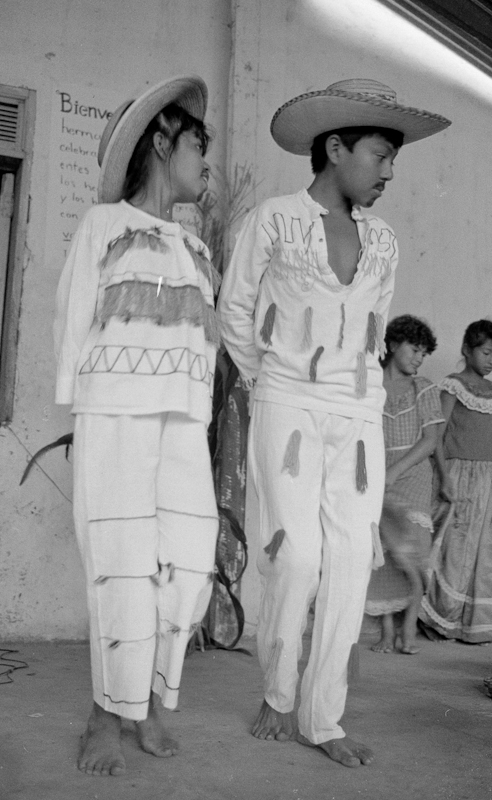
Niños salvadoreños interpretan el Carbonero; Fiesta del maíz en Apopa, El Salvador, en 1990

Una de sus creaciones musicales más reconocidas es El Carbonero, considerado por algunos como el segundo Himno Nacional de El Salvador. Esta fue escrita en 1934, relatando de forma poética la visión campesina relacionada al carbón que se realizaba en las montañas de El Salvador durante la década de los años 30’s. 